# 17035 Величко
17035 Вели́чко (17035 Velichko) — астероїд головного поясу, відкритий 22 березня 1999 року.
Тіссеранів параметр щодо Юпітера — 3,477.
Названо на честь Федора Величка (1957-2013) — директора Чугуївської астрономічної обсерваторії, фахівця з фотометрії та поляриметрії малих планет та комет.